# 大卫·D·帕金斯
大卫·D·帕金斯（1919年5月2日—2007年1月2日）是一位美国遗传学家，史丹佛大學教授，1977年任美国遗传学学会会长，1994年获托马斯·亨特·摩尔根奖章。